# Wolfgang Nestvogel
Wolfgang Nestvogel (* 1961 in Hannover) ist ein deutscher lutherischer Theologe, Pastor, Dozent und Autor. Er wird auch dem Evangelikalismus zugerechnet.

## Leben und Wirken
Nestvogel studierte evangelische Theologie in Krelingen, Göttingen und Tübingen. Im Jahr 2000 promovierte er an der Theologischen Fakultät der Friedrich-Alexander-Universität Erlangen-Nürnberg. Seine Arbeit trägt den Titel Die Souveränität Gottes und die Verantwortung des Menschen als homiletische Aufgabe.

Er stand im Dienste der Hannoverschen Landeskirche, in der er seit 1989 Pfarrstellen in Borstel und Osnabrück innehatte. Während seiner theologischen Promotion entwickelte sich ein Andachtskreis, aus dem im Jahr 2000 die Bekennende Evangelische Gemeinde Hannover (BEGH) entstand. Nestvogel selbst begründet die Entscheidung, die Landeskirche zu verlassen damit, dass die theologischen und ethischen Zustände in weiten Teilen der Landeskirche ihn zu diesem Schritt gedrängt hatten. In einem Interview von 2010 beschreibt er seine Sichtweise zur Landeskirche folgendermaßen:
„Wenn ich dabei an die von einer liberal-postmodernen Hierarchie dominierte Evangelische Volkskirche in Deutschland denke, ist deren größte Not der Ausfall lebendigen Glaubens an den auferstandenen Jesus. Damit behaupte ich nicht, daß es innerhalb dieser Institution keine echten Christen mehr gäbe. Leider aber sind viele Pastoren und Kirchenleiter im biblischen Sinne „ungläubig“, was seine Ursache in der Vorherrschaft der historisch-kritischen Theologie hat, die den Zugang zur Bibel nicht öffnet, sondern verschließt, mehr noch: zerstört.“

Bis heute ist er hauptamtlicher Pastor der BEGH, Referent auf überregionalen Veranstaltungen und Gastdozent am Europäischen Bibel Trainings Centrum und für den Verein für reformatorische Publizistik e.V. Schriftleiter der Zeitschrift Bekennende Kirche.
Von 2001 bis 2010 war Nestvogel außerdem Dozent für Praktische Theologie an der Akademie für Reformatorische Theologie in Marburg und Hannover.
Wolfgang Nestvogel ist verheiratet mit Patricia. Das Paar hat zwei Kinder.

## Veröffentlichungen (Auswahl)
- Wann ist der Christ ein Christ? Der Kampf um die Rechtfertigung, EBTC Europäisches Bibel Trainings Centrum, ISBN 978-3-947196-03-6
- Wirklich gerettet?: die Frage nach der Heilsgewissheit, Christlicher Mediendienst, Hünfeld 2011, ISBN 978-3-939833-33-8.
- Gefährliche Stille: Wie die Mystik die Evangelikalen erobern will, Christliche Literaturverbreitung, (2010, herausgegeben vom Maleachi-Kreis, gemeinsam mit Roland Antholzer, Johannes Pflaum, Eberhard Platte, Alexander Seibel, Lothar Schäfer und Martin Vedder), ISBN 978-3-86699-226-9
- Heil oder Heilung?: Dienst an Kranken im 21. Jahrhundert, 2007, Mitherausgeber: Manfred Weise, Bethanien, ISBN 978-3-935558-77-8
- Evangelisation in der Postmoderne. Wie Wahrheit den Pluralismus angreift (2004), Christliche Literaturverbreitung, ISBN 978-3-89397-968-4
- Erwählung und/oder Bekehrung? Das Profil der evangelistischen Predigt und der Testfall Martyn Lloyd-Jones (2002), Shaker Verlag, ISBN 978-3-8265-8410-7
- dynamisch evangelisieren: Beiträge zu einer aktuellen Diskussion (2001 gemeinsam mit Jürgen B. Klautke und Bernhard Kaiser), Schriftenmission Das gute Buch, ISBN 978-3-87857-307-4
- Volkskirche am Abgrund? (2001, gemeinsam mit Rudolf Möckel), Hännsler-Verlag, ISBN 978-3-7751-2467-6
- So viele Fragen (1982), Hännsler-Verlag, ISBN 978-3-7751-0737-2